# Aphonopelma prosoicum
Aphonopelma prosoicum là một loài nhện trong họ Theraphosidae.
Loài này thuộc chi Aphonopelma. Aphonopelma prosoicum được Ralph Vary Chamberlin miêu tả năm 1940.